# 싱가포르 수
싱가포르 수(Singapore Sue)는 케이시 로빈슨이 쓰고 감독한 단편 뮤지컬 코미디 영화이다. 영화에서는 네 명의 선원이 나오는 데, 그 중 한 명은 케리 그랜트로, 그가 찍은 세 번째 영화이다.

## 등장인물
- 싱가포르 수 역의 애나 창
- 제비족이자 가수 역 조 웡
- 첫 번째 선원 역의 케리 그랜트 (크레딧에 나오지 않음)

## 사운드트랙
- How Can a Girl Say No?
- Open Up Those Eyes